# Robertsonia flavidula
Robertsonia flavidula is een eenoogkreeftjessoort uit de familie van de Miraciidae. De wetenschappelijke naam van de soort is voor het eerst geldig gepubliceerd in 1931 door Willey.